# Cernoy-en-Berry
 Cernoy-en-Berry  es una población y comuna francesa, situada en la región de Centro, departamento de Loiret, en el distrito de Montargis y cantón de Châtillon-sur-Loire.

## Demografía
| 576 | 503 | 460 | 403 | 380 | 439 |
| Para los censos de 1962 a 1999 la población legal corresponde a la población sin duplicidades (Fuente: INSEE [Consultar]) |     |     |     |     |     |